# Throana ionodes
Throana ionodes là một loài bướm đêm trong họ Noctuidae.